# Matías Pascual
Matías José Pascual (San Juan de la Frontera, 7 de desembre de 1989) és un jugador d'hoquei sobre patins argentí, que actualment juga de defensa al primer equip del Igualada Hoquei Club.
Pascual és un defensa argentí que s'inicià en competeció a les files de l'Olimpia PC i després al SEC de San Juan. La temporada 2013/14 fitxà pel FC Barcelona, després d'haver conquerit importants èxits en els dos anys que va jugar a les files de l'HC Liceo de La Corunya.

## Palmarès

### HC Liceo
- 1 Copa Intercontinental (2011)
- 1 Supercopa d'Europa (2011/12)
- 1 Copa d'Europa (2011/12)
- 1 OK Lliga / Lliga espanyola (2012/13)

### FC Barcelona
- 2 Copa d'Europa (2013/14, 2017/18)
- 1 Supercopa espanyola (2013/14)
- 5 OK Lligues / Lligues espanyoles (2013/14, 2014/15, 2015/16, 2016/17, 2017/18)
- 4 Copes del Rei / Copes espanyoles (2016, 2017, 2018, 2019)